# Charlottenlund Skov
Charlottenlund Skov er en skov i Gentofte beliggende i tilknytning til Charlottenlund Slot. Skoven har et areal på 76 hektar. Skoven er en lystskov og tjener fortrinsvis rekreative formål.

## Historie
Navnet Charlottenlund går tilbage til 1733 og skyldes daværende prinsesse Charlotte Amalie, der fik slottet overdraget af sin broder, kong Christian VI. Hun boede på slottet til sin død i 1782. Tidligere havde skoven heddet Gyldenlund og Lille Dyrehave. For at bruge de veje, som gik gennem skoven, måtte vejfarende betale "bompenge" ved Bomhuset, og i området lå desuden et traktørsted "Over Stalden" omgivet af forlystelser som ved Dyrehavsbakken.
I skoven blev i årene 1883-1886 anlagt Charlottenlund Fort som led i et forsvarsanlæg for Storkøbenhavn.

## Bevoksning
Charlottenlund Skov har en karakteristisk bevoksning med mange store og gamle bøge og egetræer og en frodig underskov.
I den vestlige ende af skoven ligger "Forstbotanisk Have" med sjældne træer og buske.
Som en del af Naturpakken 2016 blev der i Charlottenlund Skov, i 2018 udpeget 61 hektar skov til ny anden biodiversitetsskov. Det meste af skoven er i forvejen udpeget som naturmæssigt særlig værdifuld skov (§ 25-skov). Skoven omkrandser den fredede Charlottenlund Slotshave
55°45′05″N 12°34′51″Ø / 55.7513°N 12.5808°Ø